# Песковатский (Волгоградская область)
Песковатский — хутор в Ольховском районе Волгоградской области России, в составе Нежинского сельского поселения.
Население - 129 (2010)

## История
Населённый пункт основан не позднее 1915 года. До 1917 года - немецкий хутор в состав Арчадино-Чернушинской волости Усть-Медведицкого округа Области Войска Донского. В составе Ольховского района - с 1928 года. Хутор входил в состав 7-го группового сельсовета. В 1930 году 7-й групповой сельсовет был расформирован. Хутор Песковатка включён в состав поссовета при совхозе имени Птуха. По состоянию на 1940 год хутор значится в состав 5-го группового сельсовета.

28 августа 1941 года был издан Указ Президиума ВС СССР о переселении немцев, проживающих в районах Поволжья. Немецкое население было депортировано.
В 1954 году	Дудачинский, Пятый групповой и 6-й групповой сельсоветы Ольховского района были объединены в один Дудачинский сельсовет с центром в посёлке Дудачный.
В 1963 году в связи с расформированием Ольховского района Дудаченский сельский совет был передан в состав Фроловского района. В 1966 году Дудаченский сельский совет был переименован в Нежинский сельский совет. В том же году Нежинский сельский совет был передан в состав вновь образованного Ольховского района.

## География
Хутор расположен в степной зоне на юге Приволжской возвышенности, относящейся к Восточно-Европейской равнине, в балке, в верховьях реки Арчеда, к западу от хутора Нежинский. В окрестностях хутора распространены тёмно-каштановые почвы.
По автомобильным дорогам расстояние до центра Волгограда составляет 200 км, до районного центра посёлка Ольховка - 35 км. Ближайший город Фролово расположен в 64 км к юго-западу от хутора.
Часовой пояс
Хутор Песковатский, как и вся Волгоградская область, находится в часовой зоне МСК (московское время). Смещение применяемого времени относительно UTC составляет +3:00.

## Население
Динамика численности населения
| 1987 | 2002 |
| ---- | ---- |
| ≈160 | 157  |

| 1915 | 1926 | 1936 | 2010 |
| ---- | ---- | ---- | ---- |
| 45   | ↘42  | ↗163 | ↘129 |